# Diego Martín Santín
Diego Martín Santín (Montevideo, Uruguay, 24 de marzo de 1983) es un exfutbolista uruguayo, nacionalizado colombiano. Jugaba como volante.

## Legado deportivo
Su padre es el exfutbolista y actual entrenador colombo-uruguayo Sergio Santín, apodado el "Bocha".
Su hermano es el exfutbolista colombo-uruguayo Sergio Damián Santín.

## Clubes

### Jugador
| Club           | País      | Temporadas |
| -------------- | --------- | ---------- |
| Huracán Buceo  | Uruguay   | 2001-2004  |
| Quilmes        | Argentina | 2004       |
| Rentistas      | Uruguay   | 2004-2005  |
| SD Compostela  | España    | 2005-2008  |
| Villa Española | Uruguay   | 2008       |
| Boston River   | Uruguay   | 2009       |
| Sud América    | Uruguay   | 2009-2010  |
| Villa Teresa   | Uruguay   | 2011-2012  |

### Asistente
| Club  | País    | Temporadas |
| ----- | ------- | ---------- |
| Cerro | Uruguay | 2023       |